# Ontario (Nueva York)
Ontario es un municipio ubicado en el condado de Wayne, estado de Nueva York. Tiene una población estimada, a mediados de 2021, de 10 532 habitantes.

## Geografía
La localidad está ubicada en las coordenadas 43°14′44″N 77°18′57″O / 43.24556, -77.31583 (43.245527, -77.315958).

## Demografía
Según la Oficina del Censo, en 2000 los ingresos medios de los hogares de la localidad eran de $51,399 y los ingresos medios de las familias eran de $61,281. Los hombres tenían ingresos medios por $41,771 frente a los $30,000 que percibían las mujeres. Los ingresos per cápita para la localidad eran de $22,511. Alrededor del 5.5% de la población estaba por debajo del umbral de pobreza.
De acuerdo con la estimación 2017-2021 de la Oficina del Censo, los ingresos medios de los hogares de la localidad son de $79,125 y los ingresos medios de las familias son de $89,063. Los ingresos per cápita en los últimos doce meses, medidos en dólares de 2021, son de $39,891. Alrededor del 6.5% de la población está por debajo del umbral de pobreza.